# Меркель, Ежи
Ежи Меркель (Jerzy (Georg) Merkel; 1881, Лемберг — 1976, Вена) — французский художник.

## Биография
Родился в Лемберге (ныне Львов), в еврейской семье. Учился в Академии художеств в Кракове. Выставлялся во Львове (1910, 1913). В 1905 1908, 1909 1914 и с 1938 года жил и работал во Франции, в годы войны в Монтабане, на юге Франции, после 1945 года в Париже. С 1972 года жил в Вене.

## Цитата
Возврат к классицизму является лозунгом дня. На эту дорогу возвратились уже те, кто в кубизме хотели найти освобождение в искусстве: Пикассо возвратился на настоящий путь, искусство Дерена и других известных живописцев развивается в том же направлении. Меркель был одним из первых, и в том состоит его заслуга. К. С. Ротфельд